# 페드로아기레세르다
페드로아기레세르다(스페인어: Pedro Aguirre Cerda)는 칠레 산티아고 수도주 산티아고 현의 코무나이다.